# Sclerolaena
Sclerolaena is een geslacht uit de amarantenfamilie (Amaranthaceae). De soorten uit het geslacht komen voor in Australië.

## Soorten
- Sclerolaena aellenii (Ising) A.J.Scott
- Sclerolaena alata Paul G.Wilson
- Sclerolaena anisacanthoides (F.Muell.) Domin
- Sclerolaena articulata (J.M.Black) A.J.Scott
- Sclerolaena beaugleholei (Ising) A.J.Scott
- Sclerolaena bicornis Lindl.
- Sclerolaena bicuspis (F.Muell.) Domin
- Sclerolaena birchii (F.Muell.) Domin
- Sclerolaena blackei (Ising) A.J.Scott
- Sclerolaena blackiana (Ising) A.J.Scott
- Sclerolaena brachyptera (F.Muell.) S.W.L.Jacobs
- Sclerolaena brevifolia (Ising) A.J.Scott
- Sclerolaena burbidgeae (Ising) A.J.Scott
- Sclerolaena calcarata (Ising) A.J.Scott
- Sclerolaena clavata (Ising) A.J.Scott
- Sclerolaena clelandii (Ising) A.J.Scott
- Sclerolaena constricta (Ising) A.J.Scott
- Sclerolaena convexula (R.H.Anderson) A.J.Scott
- Sclerolaena copleyi (Ising) A.J.Scott
- Sclerolaena cornishiana (F.Muell.) A.J.Scott
- Sclerolaena costata (R.H.Anderson) A.J.Scott
- Sclerolaena crenata (Ising) A.J.Scott
- Sclerolaena cristata (Ising) A.J.Scott
- Sclerolaena cuneata Paul G.Wilson
- Sclerolaena decurrens (J.M.Black) A.J.Scott
- Sclerolaena densiflora (W.Fitzg.) A.J.Scott
- Sclerolaena deserticola Paul G.Wilson
- Sclerolaena diacantha (Nees) Benth.
- Sclerolaena divaricata (R.Br.) Sm.
- Sclerolaena drummondii (Benth.) Domin
- Sclerolaena eriacantha (F.Muell.) Ulbr.
- Sclerolaena eurotioides (F.Muell.) A.J.Scott
- Sclerolaena everistiana (Ising) A.J.Scott
- Sclerolaena fimbriolata (F.Muell.) A.J.Scott
- Sclerolaena fontinalis Paul G.Wilson
- Sclerolaena forrestiana (F.Muell.) Domin
- Sclerolaena fusiformis Paul G.Wilson
- Sclerolaena gardneri (Ising) A.J.Scott
- Sclerolaena georgei (Ising) A.J.Scott
- Sclerolaena glabra Domin
- Sclerolaena globosa (Ising) A.J.Scott
- Sclerolaena holtiana (Ising) A.J.Scott
- Sclerolaena hostilis (Diels) Domin
- Sclerolaena intricata (R.H.Anderson) A.J.Scott
- Sclerolaena johnsonii (Ising) A.J.Scott
- Sclerolaena lanata (Ising) A.J.Scott
- Sclerolaena lanicuspis (F.Muell.) F.Muell. ex Benth.
- Sclerolaena limbata (J.M.Black) Ulbr.
- Sclerolaena longicuspis (F.Muell.) A.J.Scott
- Sclerolaena medicaginoides Paul G.Wilson
- Sclerolaena microcarpa (R.H.Anderson) A.J.Scott
- Sclerolaena minuta (Ising) A.J.Scott
- Sclerolaena muelleri (Benth.) A.J.Scott
- Sclerolaena muricata (Moq.) Domin
- Sclerolaena murrayae (Ising) A.J.Scott
- Sclerolaena napiformis Paul G.Wilson
- Sclerolaena nitida (Ising) A.J.Scott
- Sclerolaena obliquicuspis (R.H.Anderson) Ulbr.
- Sclerolaena oppositicuspis (Ising) A.J.Scott
- Sclerolaena parallelicuspis (R.H.Anderson) A.J.Scott
- Sclerolaena parviflora (R.H.Anderson) A.J.Scott
- Sclerolaena patenticuspis (R.H.Anderson) Ulbr.
- Sclerolaena ramulosa (C.T.White) A.J.Scott
- Sclerolaena recurvicuspis (W.Fitzg.) Domin
- Sclerolaena scrymgeouriae (Ising) A.J.Scott
- Sclerolaena stelligera (F.Muell.) S.W.L.Jacobs
- Sclerolaena stylosa (Ising) A.J.Scott
- Sclerolaena symoniana (Ising) A.J.Scott
- Sclerolaena tatei (F.Muell.) A.J.Scott
- Sclerolaena tetracuspis (C.T.White) A.J.Scott
- Sclerolaena tetragona Paul G.Wilson
- Sclerolaena tricuspis (F.Muell.) Ulbr.
- Sclerolaena tridens (F.Muell.) Domin
- Sclerolaena tubata (R.H.Anderson) A.J.Scott
- Sclerolaena uniflora R.Br.
- Sclerolaena urceolata (Ising) A.J.Scott
- Sclerolaena ventricosa (J.M.Black) A.J.Scott
- Sclerolaena walkeri (C.T.White) A.J.Scott

## Hybriden
- Sclerolaena × ramsayae (J.H.Willis) A.J.Scott

... · 
Achyranthes · 
Aerva ·
Alternanthera ·
Amaranthus (Amarant) · 
Atriplex (Melde) · 
Axyris · 
Bassia (Zoutkruid) · 
Beta (Biet) · 
Blitum (Spiesganzenvoet) · 
Celosia · 
Chenopodium (Ganzenvoet) · 
Corispermum (Vlieszaad) · 
Dysphania · 
Halimione (Zoutmelde) · 
Halocnemum · 
Halothamnus · 
Haloxylon · 
Kochia · 
Krascheninnikovia · 
Polycnemum (Knarkruid) · 
Patellifolia · 
Ptilotus · 
Pupalia ·
Salicornia (Zeekraal) · 
Salsola (Loogkruid) · 
Spinacia · 
Suaeda · 
Traganum · 
...